# Marek Balt
Marek Paweł Balt, né le 8 avril 1973 à Częstochowa en Pologne, est un économiste et homme politique polonais, membre de l'Alliance de la gauche démocratique.
Il est député européen de 2019 à 2024.